# Cairns
Cairns (pronunciado en inglés /ˈkɛərnz, ˈkærnz/, localmente [ˈkeːnz, ˈkænz]) es una ciudad ubicada en el noreste de Australia, en el estado de Queensland. Está situada a 1700 km de Brisbane, la capital del estado, y a unos 2420 km de Sídney en carretera. Tiene una población de 122 731 habitantes según el censo realizado en 2006. Cairns es un destino muy popular para los turistas extranjeros por su clima tropical y por su proximidad a numerosas atracciones. La Gran Barrera de Coral es una de ellas y está a menos de una hora en barco. El parque nacional Daintree y el cabo de Tribulación, a 130 km al norte de Cairns, son famosas zonas para estar rodeadas por selvas tropicales. Por eso es un centro turístico importante y una ciudad muy visitada por mochileros y turistas en general, que suelen comenzar aquí sus rutas hacia Cooktown, la península del Cabo York y la meseta Atherton. De hecho, la zona recibe más de dos millones de turistas nacionales e internacionales al año.
La ciudad recibe su nombre de William Wellington Cairns, antiguo gobernador de Queensland y fundador de la ciudad. Se formó para servir a los mineros que iban en dirección a la mina de oro del río Hodgkinson, pero experimentó un retroceso en su desarrollo por el descubrimiento de una ruta más fácil por Port Douglas. Más tarde se convirtió en un puerto importante para la exportación de caña de azúcar, oro, metales, minerales y productos agrícolas de los alrededores y las zonas costeras de la región de la meseta Atherton.
Cairns ha utilizado su entorno natural como una ventaja, con la construcción de varios parques temáticos pequeños para los turistas. Entre ellos se encuentran el Rainforestation Nature Park, el Parque Cultural Aborigen Tjapukai y el teleférico de Kuranda, que se extiende 7.5 km por encima de los Trópicos húmedos de Queensland. Una característica notable de la explanada de Cairns es una laguna nadable con zonas de barbacoa adyacentes. En mayo de 2003, el entonces alcalde de Cairns Kevin Byrne declaró que se permitía tomar el sol en topless en esa zona, ya que es un punto de encuentro para gente de todo el mundo que deseen hacerlo. Un paseo acondicionado permite a los peatones y ciclistas moverse desde la playa a la laguna de manera sostenible.

## Historia
La tierra en la que se erige Cairns perteneció originalmente al pueblo Yidinji Walubarra, quienes todavía hoy reconocen derechos de propiedad indígena en la zona. El territorio en el que se levantó la ciudad es conocido en lengua Yidiny como Gimuy.
En 1770, James Cook trazó el primer mapa del futuro emplazamiento de Cairns, llamándolo Trinity Bay. Investigaciones posteriores más exhaustivas realizadas por las expediciones de varios oficiales 100 años más tarde, establecieron su potencial para desarrollar un puerto.
Cairns fue fundada en 1876, presionada por la necesidad de exportar el oro descubierto en las mesetas al oeste de la entrada. El sitio era predominantemente manglar y arenoso. Los pantanos se fueron limpiando por los trabajadores y donde debía ir la arena se rellenaba con barro seco, serrín de los aserraderos locales y lastres de una cantera en Edge Hill. También fueron empleados deshechos recogidos de la construcción de un ferrocarril para Herberton, en la meseta de Atherton, un proyecto que comenzó en 1886. El ferrocarril abrió la tierra que más tarde fue utilizada para la agricultura en las tierras bajas (caña de azúcar, maíz, arroz, bananas, piñas) y para la producción de frutas y lácteos en la meseta. El éxito de la agricultura local ayudó a Cairns a establecerse como puerto, y la creación de una junta portuaria en 1906 ayudó a mantener su futuro económico.
Durante la Segunda Guerra Mundial, Cairns fue utilizado por las fuerzas aliadas como base para las operaciones de puesta en escena en el Pacífico. Después de la Segunda Guerra Mundial, Cairns lentamente se fue reinventado a sí misma como centro turístico. La apertura del Aeropuerto Internacional de Cairns en 1984 y el edificio del Centro de Convenciones de Cairns estableció la reputación en el extranjero de la ciudad como un destino atractivo para el turismo y los mercados de conferencia de negocios.

## Geografía

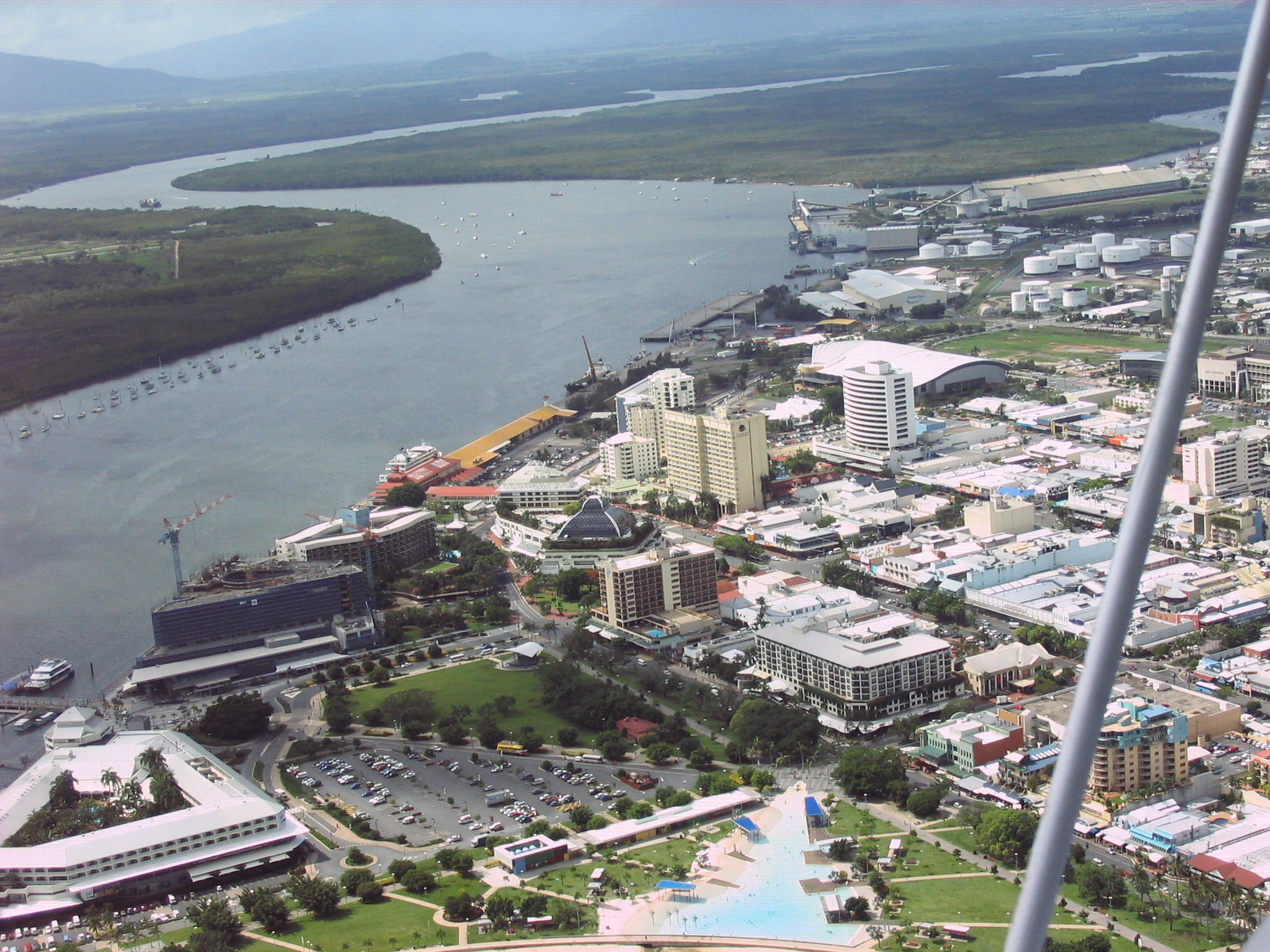
Vista aérea de Cairns.

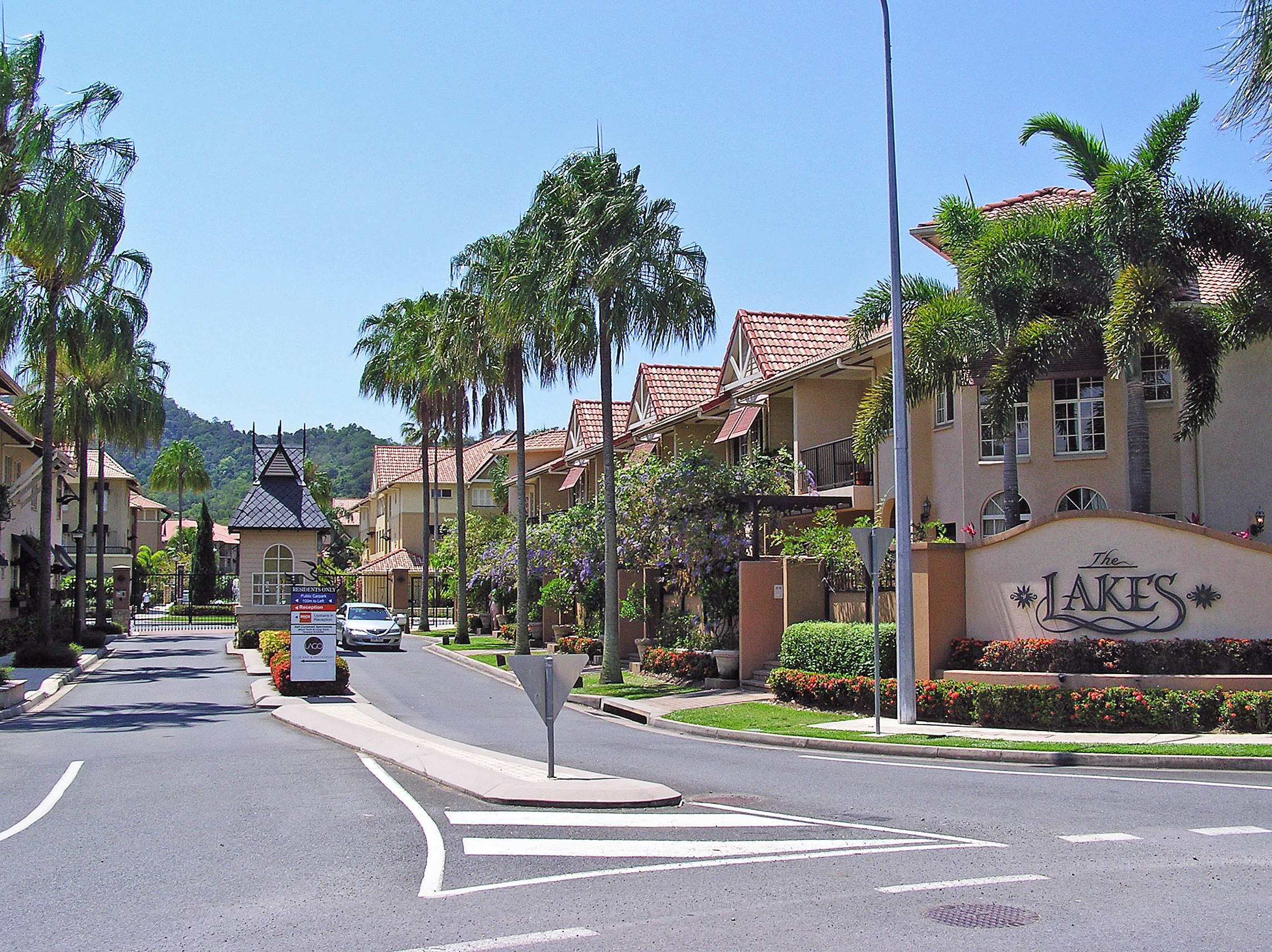
Una moderna zona residencial de Cairns.

Cairns está situada en la costa este de la Península del Cabo York en una franja costera entre el mar de Coral y la Gran Cordillera Divisoria. La parte norte de la ciudad se encuentra en la bahía de Trinity y el centro de la ciudad se encuentra en Trinity Inlet, un estuario que desemboca en el puerto de Cairns. Algunos de los suburbios de la ciudad están situados en las llanuras inundables. Los ríos Mulgrave y Barron discurren por dentro de los límites de la ciudad, pero no a través de la propia ciudad. La orilla está sobre una llanura de lodo.

### Planificación urbana
Cairns es una ciudad provincial, con un trazado urbano lineal que se extiende desde el sur, en Edmonton, al norte, en Ellis Beach. Cairns ha experimentado una importante dispersión urbana recientemente, ocupando los suburbios tierras anteriormente utilizadas para el cultivo de caña de azúcar.
Las Playas del Norte consisten en una serie de comunidades de playa que se extienden al norte a lo largo de la costa. En general, cada barrio de playa está situado al final de un camino que se extiende desde la autopista Captain Cook. De sur a norte, los suburbios son Machans Beach, Holloway Beach, Yorkeys Knob, Trinity Park, Trinity Beach, Kewarra Beach, Clifton Beach, Palm Cove, y Ellis Beach.
El suburbio de Smithfield está situado en el interior contra las montañas de la Gran Cordillera Divisoria, entre Yorkeys Knob y Trinity Park. Sirve como el centro de actividad principal para las playas del norte, con un centro comercial moderno llamado Smithfield Shopping Centre.
Al sur de Smithfield y al interior de las playas del norte a lo largo de las tierras inundables del río Barron están los suburbios de Caravonica, Kamerunga, Freshwater y Stratford. Esta zona es conocida como Valle de Freshwater, aunque en realidad está en la parte baja del Valle de Redlynch; más allá del valle están los suburbios de Redlynch, en el lado occidental del Valle de Redlynch y Brinsmead, en el lado oriental. Stratford, Freshwater y Brinsmead están separados de la ciudad de Cairns por el monte Whitfield, a 365 m, y la cordillera Whitfield. Crystal Cascades y Copperlode Dam también se encuentran detrás de esta cordillera. Esta región cuenta con el Redlynch Central Shopping Centre, un centro comercial relativamente nuevo, ubicado una zona de rápido crecimiento del Valle de Redlynch.
El centro de la ciudad de Cairns se encuentra junto a los suburbios de Cairns Norte, Parramatta Park, Bungalow, Portsmith, y próximo a Westcourt, Manunda, Manoora, Edge Hill, Whitfield, Kanimbla, Mooroobool, Earlville, Woree y Bayview Heights. El pequeño barrio de Aeroglen se encuentra entre el Monte de Whitfield y el aeropuerto, en la autopista Captain Cook entre Cairns Norte y Stratford.
Southside Cairns, situada en una zona estrecha entre Trinity Inlet hacia el este y la cordillera Lamb, incluye los suburbios de White Rock, Mount Sheridan, Bentley Park y Edmonton. Los municipios de Goldsborough, Little Mulgrave y Aloomba están en las proximidades de Gordonvale, en el río Mulgrave. Por esta área discurre la autopista Bruce.

### Clima
Cairns tiene un clima tropical cálido, específicamente un clima tropical monzónico (Am), bajo la clasificación climática de Köppen. Hay una temporada de lluvias con monzones tropicales que se extiende desde noviembre hasta mayo, con una estación relativamente seca de junio a octubre, aunque las lluvias son frecuentes para la mayor parte de este período. La precipitación media de Cairns es de 1,992.8 milímetros. El municipio de Babinda, en el extremo sur de la ciudad, es una de las ciudades más húmedas de Australia, ya que registra una precipitación anual de más de 4.200 milímetros. Tiene veranos calurosos y húmedos, y los inviernos son suaves. La temperatura media varía de 25,7 °C en julio a 31,4 °C en enero. La actividad monzónica durante la estación húmeda suele causar importantes inundaciones de los ríos Barron y Mulgrave, lo que dificulta, y en ocasiones prohíbe, el acceso por carretera y ferrocarril a la ciudad.
Como la mayor parte del norte y noroeste de Queensland, la ciudad de Cairns es propensa a sufrir ciclones y huracanes cada año. La temporada de ciclones en Cairns comienza en noviembre y acaba en mayo, pero no es usual que causen graves daños a la ciudad. Sin embargo, Cairns tiene un amplio historial de ciclones que sí han causados ciertos daños a la ciudad en la última década. El más reciente de ellos es el ciclón Larry, que asoló la zona a finales de marzo de 2006 y alcanzó los 290 kilómetros por hora. Menos destructivo que el Larry fue el ciclón Steve, que llegó hasta los 170 kilómetros por hora a finales de febrero de 2000.
| Parámetros climáticos promedio de Cairns | Parámetros climáticos promedio de Cairns | Parámetros climáticos promedio de Cairns | Parámetros climáticos promedio de Cairns | Parámetros climáticos promedio de Cairns | Parámetros climáticos promedio de Cairns | Parámetros climáticos promedio de Cairns | Parámetros climáticos promedio de Cairns | Parámetros climáticos promedio de Cairns | Parámetros climáticos promedio de Cairns | Parámetros climáticos promedio de Cairns | Parámetros climáticos promedio de Cairns | Parámetros climáticos promedio de Cairns | Parámetros climáticos promedio de Cairns |
| Mes                                      | Ene.                                     | Feb.                                     | Mar.                                     | Abr.                                     | May.                                     | Jun.                                     | Jul.                                     | Ago.                                     | Sep.                                     | Oct.                                     | Nov.                                     | Dic.                                     | Anual                                    |
| ---------------------------------------- | ---------------------------------------- | ---------------------------------------- | ---------------------------------------- | ---------------------------------------- | ---------------------------------------- | ---------------------------------------- | ---------------------------------------- | ---------------------------------------- | ---------------------------------------- | ---------------------------------------- | ---------------------------------------- | ---------------------------------------- | ---------------------------------------- |
| Temp. máx. abs. (°C)                     | 40.4                                     | 38.9                                     | 37.7                                     | 36.8                                     | 31.3                                     | 30.8                                     | 30.1                                     | 31.4                                     | 33.9                                     | 36.0                                     | 37.2                                     | 40.5                                     | 40.5                                     |
| Temp. máx. media (°C)                    | 31.5                                     | 31.2                                     | 30.6                                     | 29.3                                     | 27.7                                     | 26.1                                     | 25.8                                     | 26.7                                     | 28.1                                     | 29.6                                     | 30.7                                     | 31.5                                     | 29.1                                     |
| Temp. media (°C)                         | 27.6                                     | 27.5                                     | 26.9                                     | 25.5                                     | 23.8                                     | 22.0                                     | 21.5                                     | 22.1                                     | 23.4                                     | 25.1                                     | 26.5                                     | 27.5                                     | 25                                       |
| Temp. mín. media (°C)                    | 23.7                                     | 23.8                                     | 23.1                                     | 21.7                                     | 19.9                                     | 17.9                                     | 17.1                                     | 17.4                                     | 18.7                                     | 20.6                                     | 22.3                                     | 23.4                                     | 20.8                                     |
| Temp. mín. abs. (°C)                     | 18.2                                     | 17.9                                     | 17.7                                     | 13.0                                     | 10.1                                     | 6.2                                      | 7.3                                      | 7.8                                      | 11.1                                     | 12.4                                     | 14.6                                     | 17.1                                     | 6.2                                      |
| Precipitación total (mm)                 | 393.8                                    | 446.0                                    | 421.6                                    | 193.1                                    | 90.9                                     | 47.2                                     | 30.4                                     | 26.1                                     | 33.5                                     | 48.4                                     | 92.9                                     | 174.8                                    | 1998.7                                   |
| Días de precipitaciones (≥ 1 mm)         | 18.4                                     | 18.8                                     | 19.2                                     | 17.7                                     | 13.7                                     | 9.8                                      | 9.0                                      | 7.8                                      | 7.7                                      | 8.4                                      | 10.6                                     | 13.8                                     | 154.9                                    |
| Horas de sol                             | 210.8                                    | 173.6                                    | 201.5                                    | 204.0                                    | 210.8                                    | 216.0                                    | 229.4                                    | 251.1                                    | 261.0                                    | 272.8                                    | 255.0                                    | 232.5                                    | 2718.5                                   |
| Fuente: Bureau of Meteorology            |                                          |                                          |                                          |                                          |                                          |                                          |                                          |                                          |                                          |                                          |                                          |                                          |                                          |

### Ciclones tropicales
Como es frecuente en la zona norte de Queensland, Cairns es víctima frecuente de los ciclones tropicales, normalmente entre noviembre y mayo.
Algunos de los ciclones más importantes que han azotado la región de Cairns son:
- Ciclón Yasi, 2011
- Ciclón Larry, 2006
- Ciclón Abigail, 2001
- Ciclón Steve, 2000
- Ciclón Rona, 1999
- Ciclón Justin, 1997

#### Ciclón Larry
El Ciclón Tropical Larry destrozó zonas del sur de Cairns a las 7 a. m. (hora local) del 20 de marzo de 2006. El ciclón Larry atravesó térreos próximos al pueblo de Innisfail, 100 km al sur de Cairns como un ciclón de categoría cinco. Se vio degradado a categoría cuatro poco antes del mediodía, y pocas horas más tarde se convirtió en un huracán de categoría tres. Los vientos llegaron a alcanzar los 300 km/h en la región de Cairns, con registros de vientos de hasta 180 km/h en la ciudad. Se calculó que aproximadamente una de cada cuatro casas en Cairns y sus alrederores se vio afectada por el Ciclón Larry.

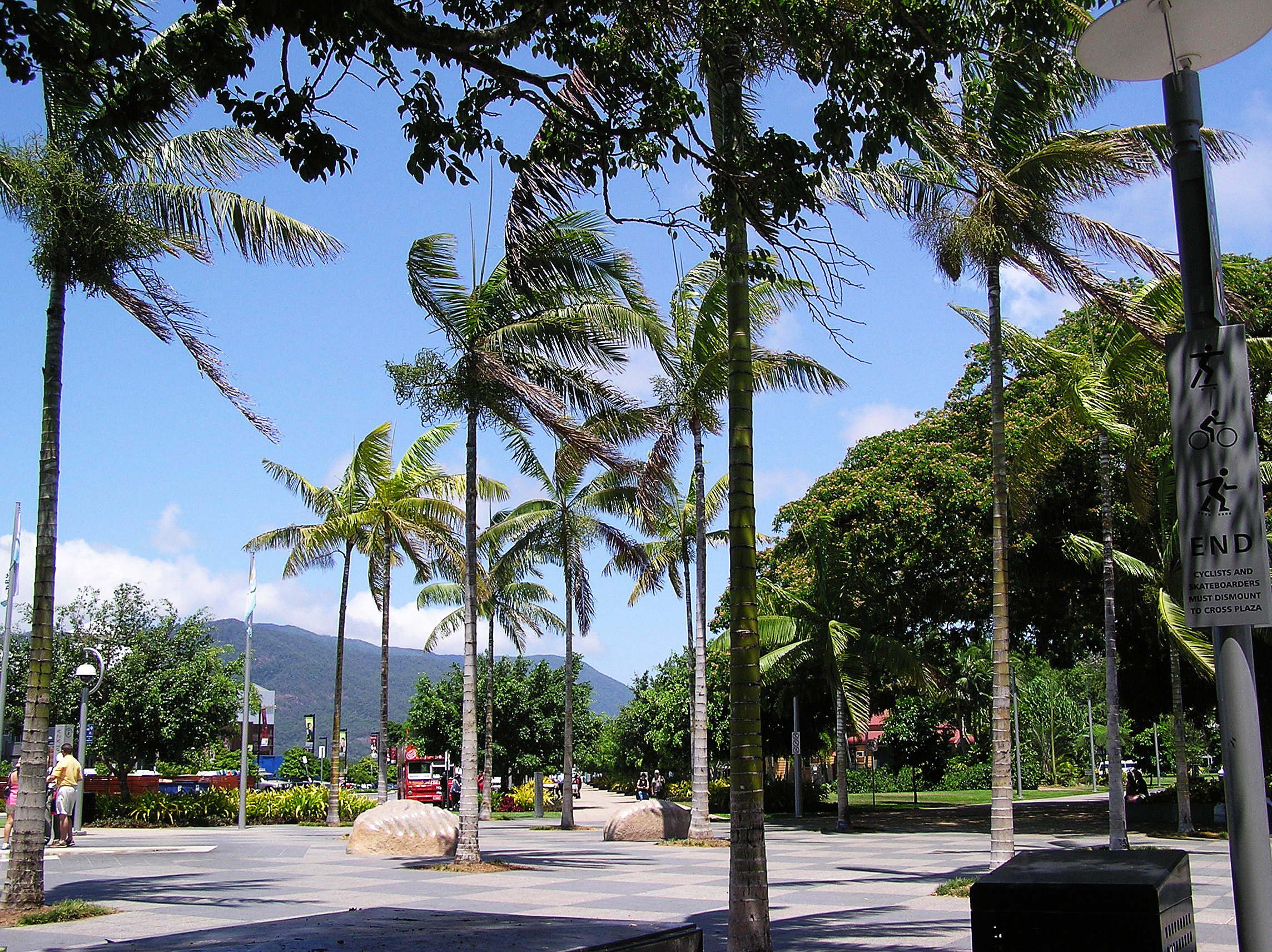
Cairns – la ciudad tropical (vista próxima a la laguna).
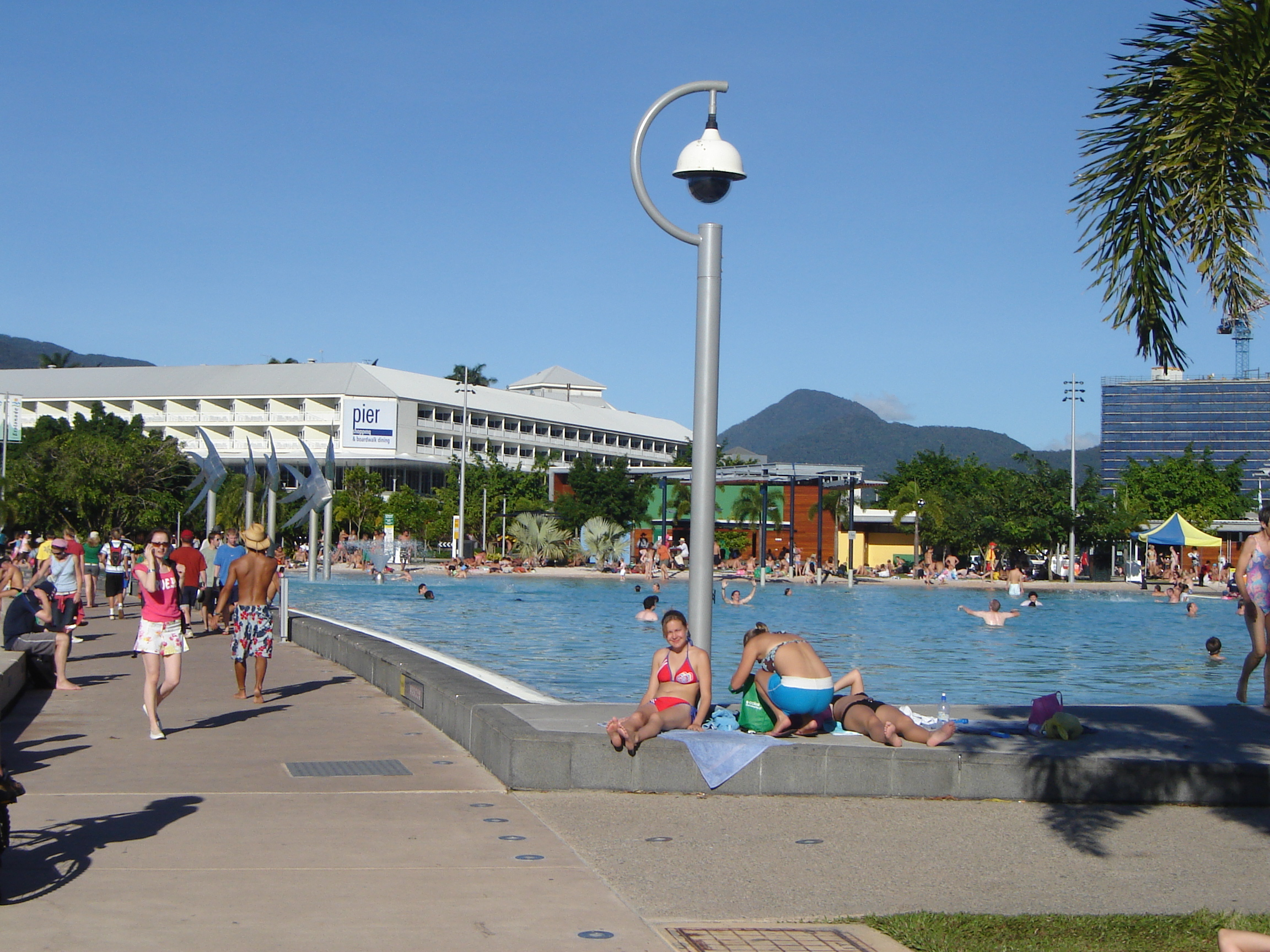
Laguna Cairns en la ciudad de Cairns, a través de una cámara pública.

## Gobierno
Cairns forma parte del área del gobierno local de la Región de Cairns, que a su vez está regida por el Consejo Regional. El Consejo tiene como componentes a un alcalde electo y diez concejales, elegidos de diez distritos mediante el sistema de votos. Las elecciones se celebran cada cuatro años.
La Región de Cairns está formada por tres áreas de gobierno local. El primero es la primitiva City of Cairns (la "Ciudad de Cairns"). El segundo fue anexionado en 1995 a la City of Cairns, el condado de Mulgrave. El tercer gobierno local es el condado de Douglas, que se unió en 2008 durante las reformas gubernamentales emprendidas en ese año en todo el estado.
Durante las fusiones de 1995, la City of Cairns contaba con una población de, aproximadamente, 40.000 habitantes y el condado de Mulgrave con 60.000 habitantes. Ambas entidades gubernamentales tenían sus Cámaras en el distrito central de negocios de Cairns. Las antiguas Cámaras del Consejo de la Ciudad de Cairns se han convertido en una nueva biblioteca para Cairns. En una polémica decisión, las Cámaras del nuevo Consejo fueron edificadas en una tierra antaño contaminada en el suburbio industrial de Portsmith.
Cairns tiene tres representantes en el Parlamento de Queensland, procedentes de los distritos electorales de Barron River, Cairns y Mulgrave. La ciudad está representada en el Parlamento Federal por los representantes elegidos de los distritos de Leichhardt y Kennedy.
Antes de la abolición de la Comisión de los Aborígenes y los Isleños del Estrecho de Torres (ATSIC), los pueblos indígenas en Cairns estuvieron representados por el Consejo Regional del Distrito y de Cairns. El Consejo tenía doce consejeros, que eligió a un presidente de entre ellos. El área de Cairns estaba representado en la ATSIC por el Comisario de la Zona Norte de Queensland. El último Comisionado en Queensland Norte fue Lionel Quartermaine, que también fue vicepresidente de la ATSIC.

## Economía
Cairns ejerce como importante centro comercial en el extremo norte de Queensland y las regiones de la península del cabo York. En Cairns tienen su sede oficinas regionales de varios departamentos gubernamentales.

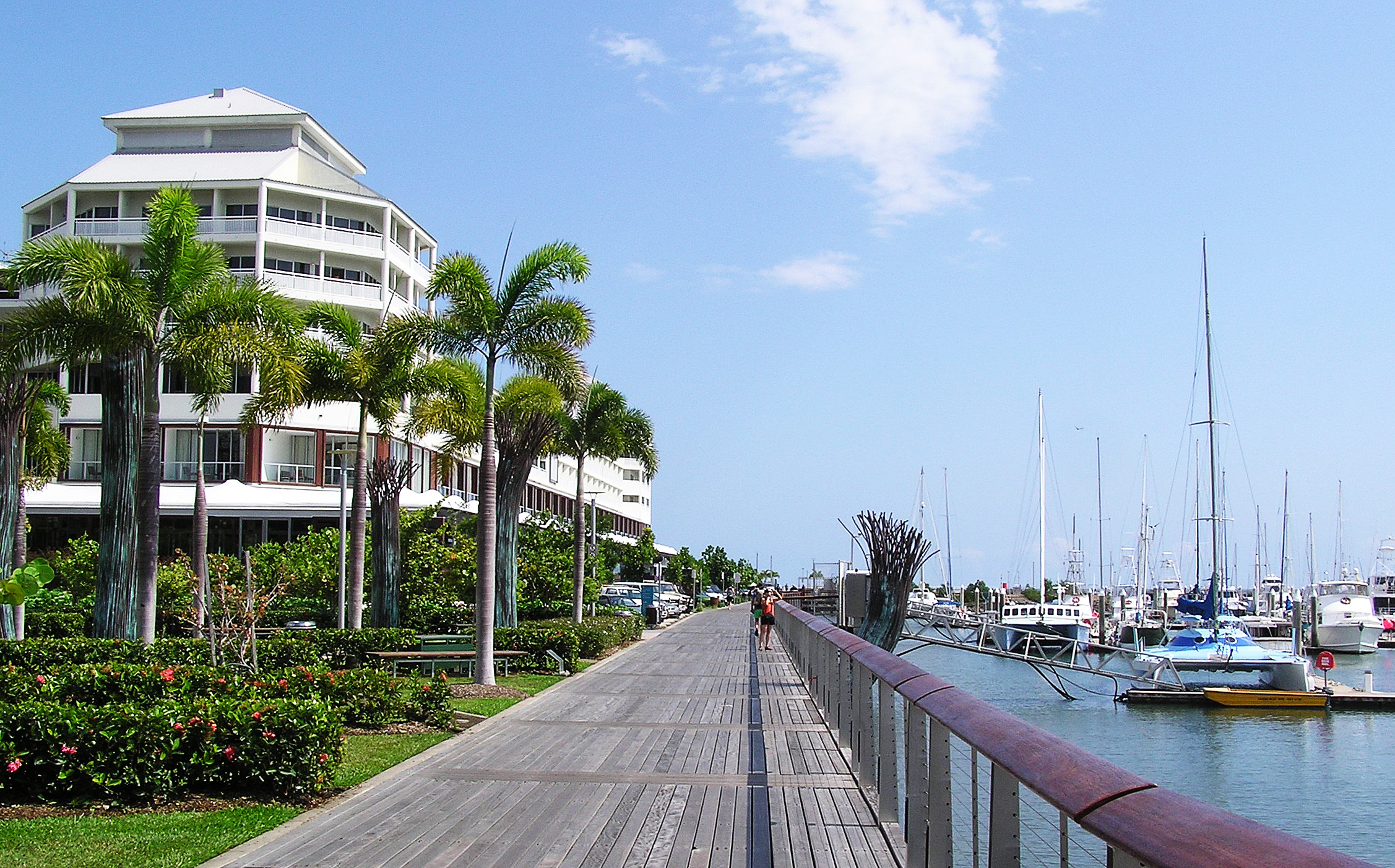
El muelle de Cairns.

### Turismo
El turismo desempeña un papel importante en la economía de Cairns. Según Turismo de Australia, la región de Cairns es el cuarto destino más popular para los turistas internacionales en Australia después de Sídney, Melbourne y Brisbane. Pese a que la ciudad no figura entre los diez destinos australianos favoritos para el turismo interno, atrae a un número significativo de turistas australianos dada su distancia de las principales capitales. La proximidad de la ciudad a la Gran Barrera de Coral, los Trópicos Húmedos de Queensland y la Meseta Atherton convierten a Cairns en un destino popular. La ciudad cuenta con cientos de hoteles, complejos turísticos, moteles y hostales para mochileros. Las actividades en la región incluyen golf, rafting, buceo, salto al aire libre (bungee jumping), paseos en globo cruceros a la Gran Barrera de Coral y viajes en autobús a la selva de Daintree, la Meseta Atherton y el Parque Paronella. También hay vuelos turísticos, excursiones de un día a Kuranda, granjas de cocodrilos y visitas a bodegas de frutas tropicales.

### Comercio
Cairns dispone de varios centros comerciales de diversos tamaños. Los más importantes son el centro comercial Cairns Central, ubicado en el distrito central de negocios, y Stockland Cairns, situado en el suburbio de Earlville. En Westcourt, uno de los centros comerciales más antiguos de la ciudad fue renovado recientemente, el Direct Factory Outlet. Para dar servicio a las necesidades de los suburbios más lejanos del centro de la ciudad, hay también centros comerciales en el Monte Sheridan, Redlynch, Smithfield y Clifton Beach.

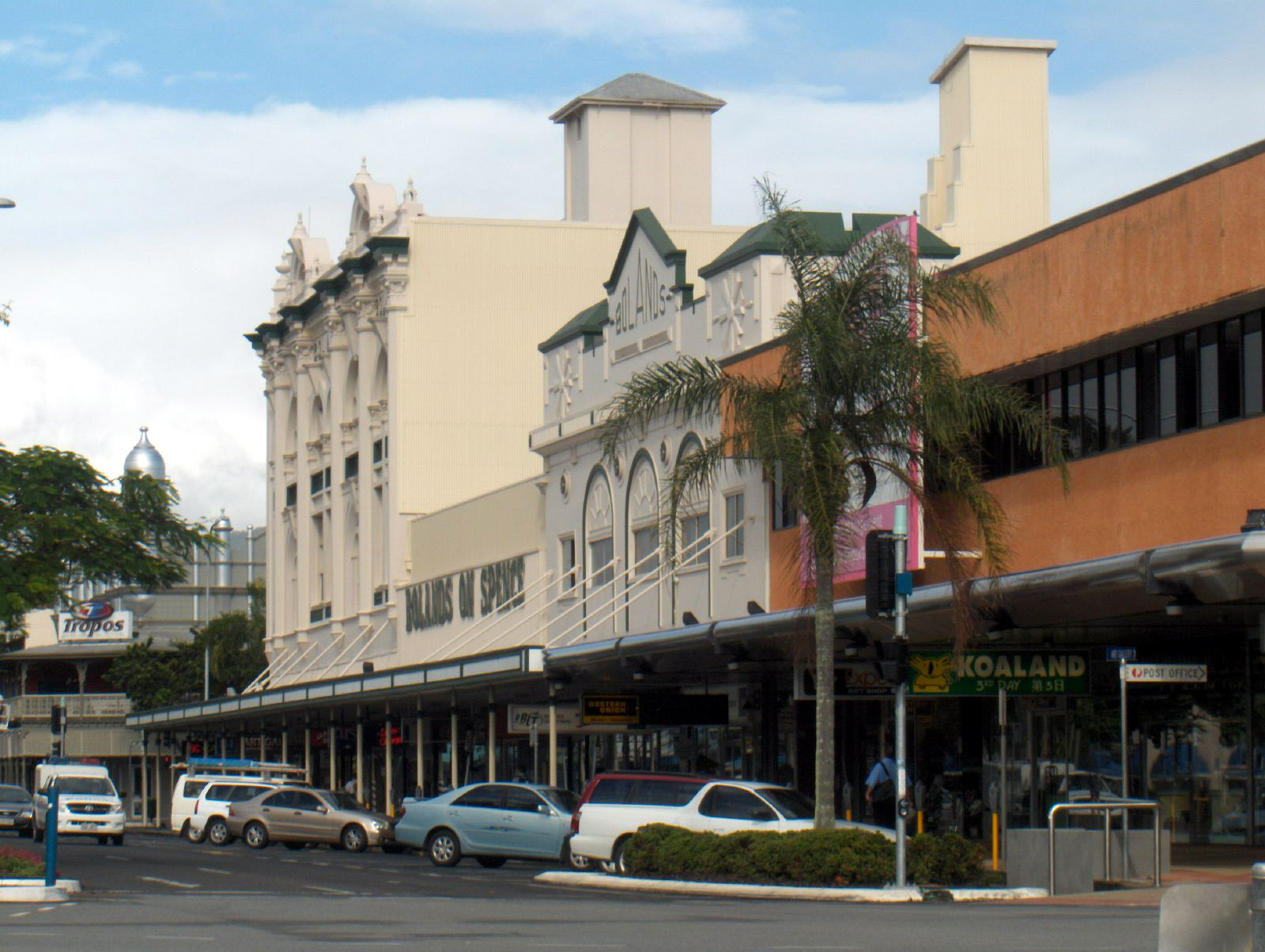
Tiendas en Cairns.

La ciudad se está convirtiendo en un centro económico importante no solo en el sector turístico, sino también en los servicios, con la construcción de varias torres de oficinas previstas para un futuro próximo, incluyendo la Torre Corporativa de Cairns #2.

### Medios de comunicación
The Post Cairns es un periódico diario publicado en la ciudad. También se publica el periódico semanal The Cairns Sun. The Courier-Mail de Queensland, publicado en Brisbane, y The Australian también circulan ampliamente en Cairns. El Cairns Bulletin (cairnsbulletin.com.au) es el único periódico independiente local en circulación en Cairns. Se distribuye desde Palm Cove en el norte de Gordonvale, en el sur de la ciudad.
Cairns cuenta con filiales regionales de las tres redes de televisión comercial de Australia (Ten, Nine y Seven) y las dos cadenas públicas (ABC y SBS). Austar Limited ofrece servicios de suscripción de televisión por satélite.
Las estaciones de radio de Cairns incluyen un número de organismos públicos, comerciales y comunitarios de radiodifusión. La ABC emite ABC Radio National, ABC Local, ABC Classic FM y la juvenil Triple J. Las estaciones de radio comerciales incluyen 4CA-FM, AM846, HOT FM, SeaFM, 4CCR-FM, 87.6 XFM, 98.7FM, Coast FM 101.9, y la deportiva 104.3 4TAB.

### Industria y agricultura
La tierra alrededor de Cairns aún se utiliza para el cultivo de caña de azúcar, aunque esta tierra es cada vez más escasa debido a la presión que ejerce el continuo crecimiento de nuevos barrios en la ciudad. Dentro del área del Consejo de la Ciudad de Cairns, la molienda de azúcar se sitúa en Gordonvale y Babinda.
La Estación de Energía Hidroeléctrica de Barron Gorge (Barron Gorge Hydroelectric Power Station) está ubicada cerca de Kuranda, y proporciona energía verde para algunas de las necesidades de la ciudad.

## Transportes
Cairns es un importante centro de transportes del norte de la región de Queensland. Ubicado en el nexo de unión de la Península Cabo York, proporciona importantes enlaces de transporte entre la Península, las regiones del Golfo de Carpentaria, y las zonas meridionales del estado. El Aeropuerto de Cairns es esencial para que la industria turística de la zona siga siendo posible.

### Carreteras

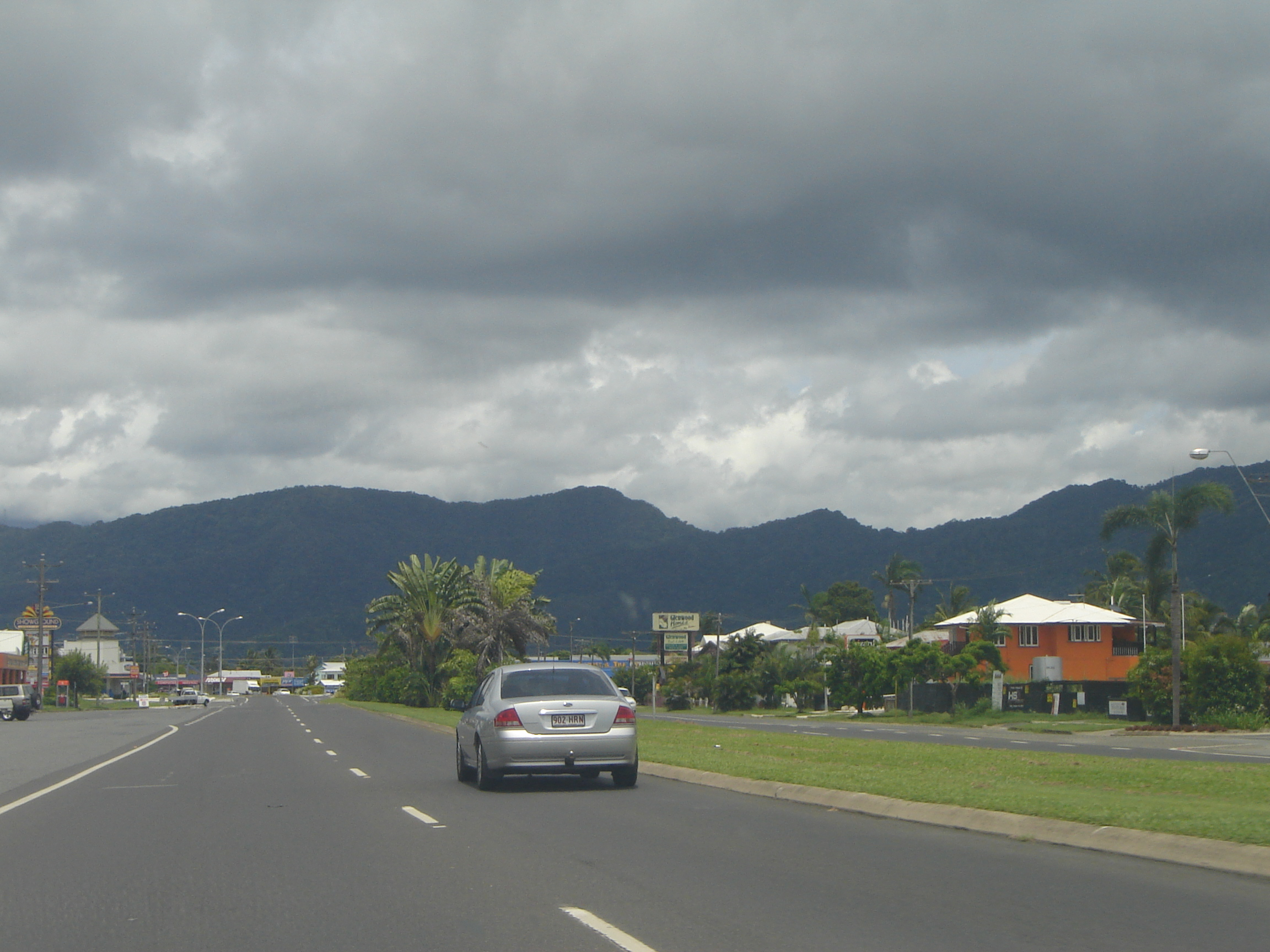
Autovía Bruce.

La Autovía Bruce recorre 1700 km partiendo desde Brisbane, y terminando su recorrido en la Cairns CBD, punto en el cual la Autovía Capitán Cook (también conocida como la autovía Cook) inicia su recorrido, que consta de aproximadamente 76 km de recorrido desde Cairns hasta Mossman al noroeste.
La necesidad de mejoras futuras en la autovía Bruce para adecuarla a los mínimos de autopista a través de los suburbios al sur de Gordonvale ya está contemplada en los planes estratégicos regionales para evitar los incrementos de la congestión asociada al rápido crecimiento poblacional. Esto implicará suprimir todas las grandes intersecciones desde Woree a Gordonvale. La autopista se desviaría desde Bentley Park a Gordonvale, atravesando Edmonton para reducir el número de afectados por el ruido vial en las zonas residenciales.
La Autovía Kennedy comienza en Smithfield en la planicie por la que discurre el río Barron al norte de Cairns, y asciende al Macalister Range en dirección a la población de Kuranda. La autovía continúa después hacia el pueblo de Mareeba en el Atherton Tableland, para posteriormente proseguir su camino hacia las poblaciones de la península Cabo York. Existen planes para construir un paso elevado como parte de la autopista Kennedy Range, que discurriría de Smithfield a Kuranda.
La Autovía Gillies comienza próxima a la población de Gordonvale, y asciende hacia el Gillies Range (parte del Great Dividing Range) en dirección a la población de Atherton en el Atherton Tableland, atravesando así la población de Yungaburra por el camino.
La controvertida carretera privada, Quaid Road, fue construida en 1989 a través de lo que actualmente es una zona de protección medioambiental de trópicos húmedos, y une Wangetti, en la zona costera justo al norte de Cairns, con Southedge, justo al sur de Mount Molloy. La carretera no está abierta al público y por tanto no es utilizada por el tráfico rodado normal.

#### Autobuses
Cairns cuenta con un gran número de autobuses de larga distancia a Brisbane, y ciudades meridionales de la región. También hay autobuses que circulan hacia el oeste, hacia Mount Isa pasando por Townsville, y a Alice Springs y Darwin en el Territorio del Norte. La mayor compañía de autobuses locales privada es Tropic Wings Coach Tours, que fue concebida originalmente en 1981 y operaba bajo el nombre de "Blue Wings Coaches" cambiando dicho nombre a "Tropic Wings Coach Tours" en 1984. Tropic Wings Coach Tours fue la primera compañía local en ofrecer servicios a Kuranda con unos horarios regulares y continúa sirviendo al norte de Queensland hasta la fecha.

### Transporte público
Existe una red de transporte público que es operada en toda la ciudad por Marlin Coast Sunbus. Existe un intercambiador ubicado en la CBD, lugar desde donde parte todos los servicios. Sus servicios incluyen la mayoría de zonas de la ciudad, desde Palm Cove en la zona norte, a Gordonvale en la zona sur. Los servicios de autobús operados por Whitecar Coaches circulan a Kuranda y a la Atherton Tableland. Una pequeña compañía de minibuses, Jon's Kuranda Bus efectúa servicios entre Cairns y Kuranda. Cairns también tiene una compañía grande de taxis, Black and White Cabs, que ofrece sus servicios a toda la región de Cairns.

### Ferrocarril
Cairns es la estación término de la línea de ferrocarril de North Coast en Queensland, que discurre bordeando la costa este desde Brisbane. Los servicios de tren están operados por Queensland Rail (QR). En abril de 2009, los servicios del tren pendular de alta velocidad desde Brisbane a Cairns fueron suspendidos debido a motivos de seguridad aunque dichos servicios fueron restaurados el 4 May. Los trenes de carga también operan en la ruta marcada por estas vías, con una instalación de gestión de carga de QR ubicada en Portsmith.
Pacific National Queensland (una división de Pacific National, propiedad de Asciano Limited) efectúa servicios de tren en Woree. Opera trenes privados en la red de ferrocarril que es propiedad del Gobierno del Estado de Queensland y gestionado por el Departamento de Rutas de QR.
La Kuranda Scenic Railway opera desde Cairns. La vía férrea turística asciende el Macalister Range y no es utilizada por servicios regulares de pasajeros. Esta infraestructura atraviesa los suburbios de Stratford, Freshwater (teniendo parada en la estación de Freshwater) y Redlynch antes de llegar a Kuranda.
Los servicios de transporte de mercancías a Forsayth fueron suspendidos a mediados de los años 1990. Se trataban de un servicio mixto de transporte de carga y pasajeros que atendía a las poblaciones más lejanas de la zona oeste del Great Dividing Range. Actualmente hay un servicio semanal exclusivamente de pasajeros, el Savannahlander, que parte de Cairns las mañanas de los miércoles. El Savannahlander está operado por una compañía privada, Cairns Kuranda Steam Trains.
Cairns cuenta con los servicios de una vía estrecha operada por una red de ferrocarriles a vapor (o trenes a vapor) que se encarga de transportar las cosechas de azúcar de la región al Molino Mulgrave ubicado en Gordonvale. La presión de los promotores ubanísticos para obtener nuevas tierras anteriormente cultivadas por los granjeros del azúcar ha propiciado que la red de dichos trenes se haya visto reducida de manera significativamente en los últimos años. Actualmente se está discutiendo si las vías estrechas de este tren podrían valer para ser utilizada en un más que posible futuro sistema de tránsito de masas en metro ligero, sin embargo todavía no hay nada puesto sobre el papel.
El uso de la actual línea férrea de alta resistencia para servicios de tránsito de pasajeros entre Redlynch y Gordonvale es frecuentemente discutido; sin embargo, no se trata de la opción favorita, cuando el Plan Regional de FNQ 2010, es quien recomienda el uso de los autobuses.

### Aeropuerto

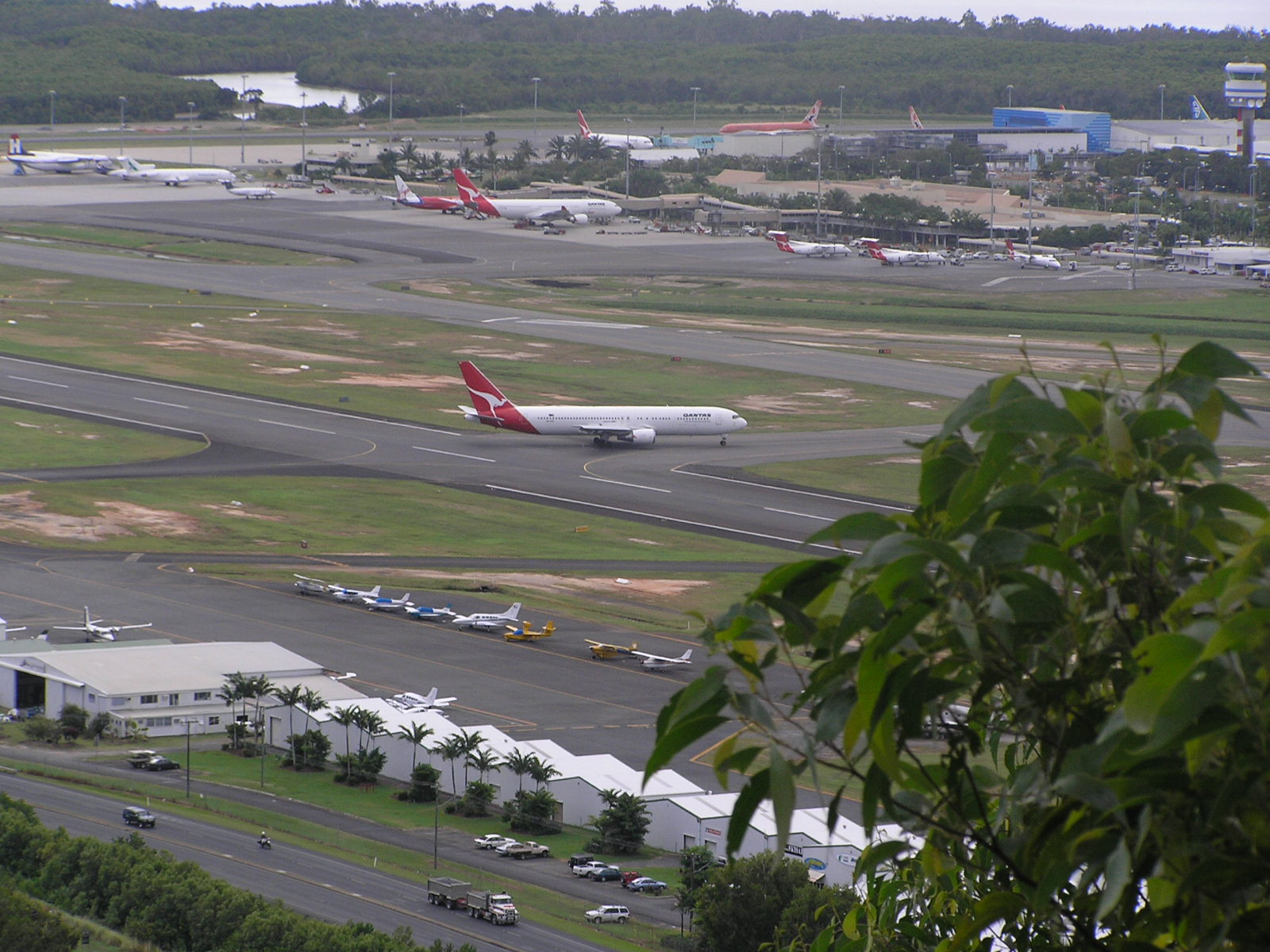
Aeropuerto Internacional de Cairns.

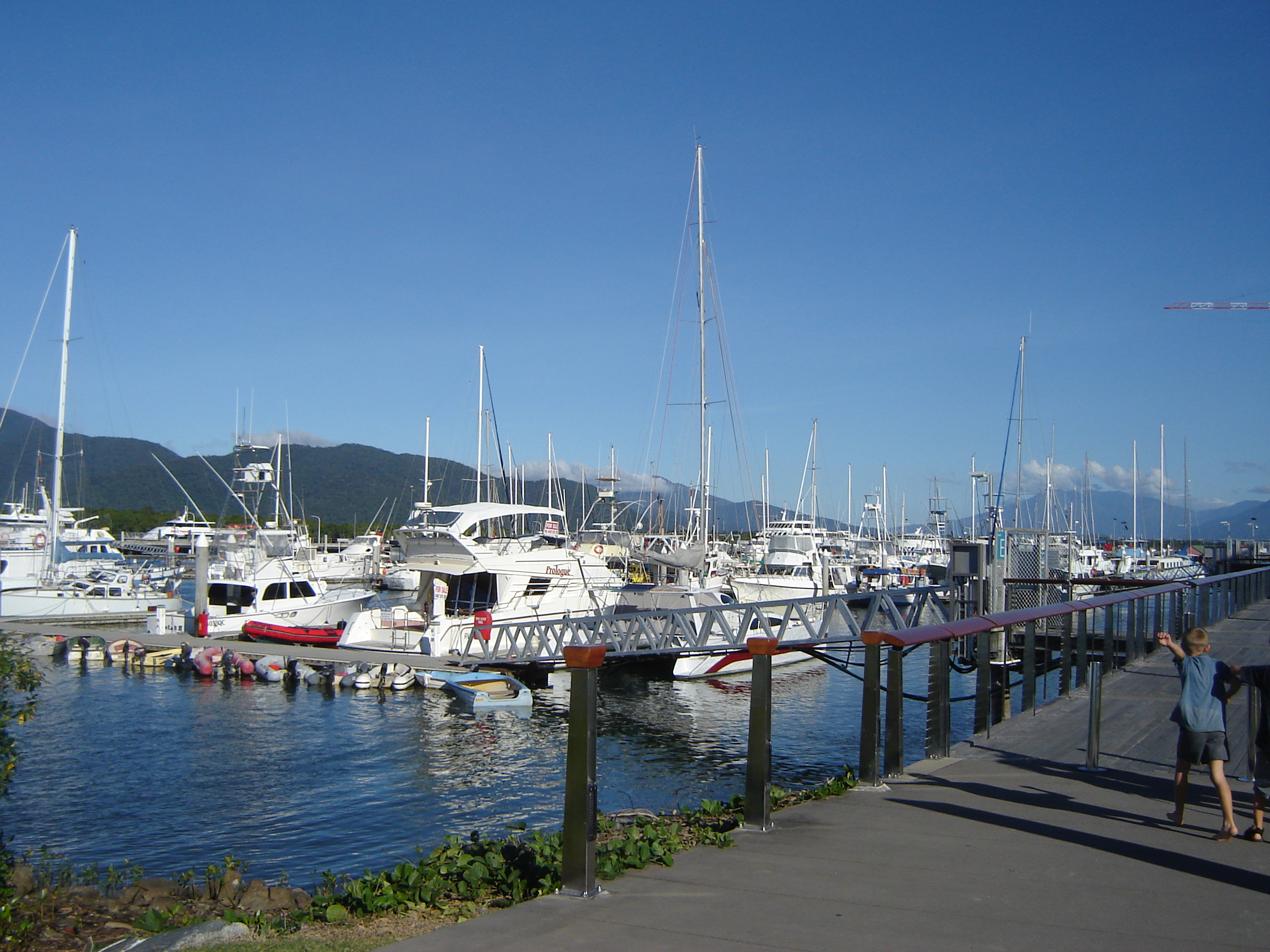
Cairns Marina.

El Aeropuerto de Cairns se encuentra a 7 km al norte de la ciudad de Cairns entre el CBD y las playas septentrionales. Es el séptimo aeropuerto de Australia con más tráfico doméstico y el sexto aeropuerto de Australia en cuanto a tráfico internacional. En 2005/2006 hubo 3,76 millones de movimientos de pasajeros internacionales y domésticos.
El aeropuerto tiene una terminal doméstica, una terminal internacional independiente, y un espacio de aviación general. El aeropuerto gestiona vuelos internacionales, y vuelos a las principales ciudades australianas, destinos turísticos, y destinos regionales del Norte de Queensland. Es un importante centro de aviación general capaz de atender a las comunidades de la Península del Cabo York y del Golfo de Carpentaria. El aeropuerto de Cairns es también una de las bases del Royal Flying Doctor Service.

### Puerto marítimo
El puerto marítimo de Cairns Seaport, ubicado en Trinity Inlet, está gestionado por la Autoridad Portuaria de Cairns.
Sirve como un importante puerto para los operadores turísticos que llegan a diario para aprovechar el filón de los viajes en barco. Se trata principalmente de grandes catamaranes capaces de transportar más de trescientos pasajeros, así como pequeños operadores que pueden transportar no más de doce turistas. El puerto de Cairns es también una de las puertas de entrada de los viajeros de cruceros, como es el caso de Captain Cook Cruises, que surca el sur del Océano Pacífico. También permite el servicio del transporte de carga y correo a las poblaciones costeras de la península del Cabo York, el estrecho de Torres el golfo de Carpentaria.
Anualmente el montante de carga que pasa por el puerto es de 1,13 millones de toneladas. Al menos el 90% de esta carga se trata de material a granel - incluyendo petróleo, azúcar, melaza, fertilizantes y GLP. Un gran número de empresas pesqueras tienen también su base en el puerto. También hay un puerto deportivo que alberga yates privados y barcos utilizados para las operaciones turísticas.
La Real Armada Australiana tiene una de sus bases en Cairns (HMAS Cairns). La base tiene una plantilla de novecientas personas, y mantiene a catorce barcos de guerra, incluyendo los cuatro barcos de patrulla clase Armidale de la división Ardent, cuatro de los seis portaaviones pesados de la clase Balikpapan, y los seis barcos del Servicio Hidrográfico de la Real Armada Australiana.
El Trinity Wharf ha sido recientemente objeto de una gran reestructuración para mejorar la zona de operaciones de barcos de turistas y cruceros. Los muelles de carga están al sur de Trinity Wharf y más lejos todavía del Trinity Inlet.

## Deportes
Los centros deportivos más importantes de la ciudad son el Barlow Park, el Cairns Showground, el Cazaly's Stadium, el Cairns Convention Centre y el Cairns Hockey Centre.
Cairns cuenta con un equipo en la National Basketball League (NBL), los Cairns Taipans. El equipo Northern Pride RLFC juega en la Queensland Cup, una liga de rugby league, siendo fundado en 2008, y actúa como equipo afiliado de North Queensland Cowboys de la National Rugby League. El rugby union también es un deporte importante en Cairns, al igual que el fútbol australiano. La Australian Football League Cairns es una liga semiprofesional de fútbol australiano con equipos de Cairns.
Cairns también es un principal destino internacional del buceo debido a su proximidad con la Gran Barrera de Coral. Otras actividades turísticas populares son el rafting, el paracaidismo, el kitesurf y el esnórquel.

## Ciudades hermanadas
- Lae, Papúa Nueva Guinea (Provincia de Morobe) desde 1984.[33]
- Minami, Japón (Prefectura de Tokushima) desde 1969.[34]
- Miami, Estados Unidos
- Oyama, Japan (Prefectura de Tochigi) desde 15 de mayo de 2006.[35]
- Riga, Letonia desde 1990.[36]
- Scottsdale, Arizona (Estados Unidos) desde 1987.[37]
- Sídney, Columbia Británica (Canadá) desde 1984.[38]
- Zhanjiang, República Popular China (Guangdong) desde 2004.[39]
- Acapulco, México (Guerrero) desde 2009.[40]

| Predecesor: Marrakech | Sede de las Sesiones del Comité del Patrimonio de la Humanidad 2000 | Sucesor: Helsinki |